# Coeloides mexicanus
Coeloides mexicanus är en stekelart som beskrevs av Mason 1978. Coeloides mexicanus ingår i släktet Coeloides och familjen bracksteklar. Inga underarter finns listade i Catalogue of Life.